# Воевода, Николай Трофимович
Никола́й Трофи́мович Воево́да (укр. Микола Трохимович Воєвода; род. 4 ноября 1940 года, с. Красное Донецкой области Украинской ССР) — украинский государственный деятель, депутат Верховной рады Украины I созыва (1990—1994).

## Биография
Родился 4 ноября 1940 года в селе Красное (ныне село Новоторецкое) Донецкой области Украинской ССР.
Окончил Таганрогский радиотехнический институт по специальности «радиоинженер» в 1968 году.
Являлся членом КПСС с 1973 года.
С 1985 года занимал должность директора Каневского электромеханического завода «Магнит».
В 1990 году в ходе первых альтернативных парламентских выборов в Украинской ССР был выдвинут кандидатом в народные депутаты, 18 марта 1990 года во втором туре был избран народным депутатом Верховного совета Украинской ССР XII созыва (в дальнейшем — Верховной рады Украины I созыва) от Каневского избирательного округа № 418 Черкасской области, набрал 48,55 % голосов среди 4 кандидатов. В парламенте являлся членом комиссии по вопросам развития базовых отраслей народного хозяйства. Депутатские полномочия истекли 10 мая 1994 года.
Награждён орденом Трудового Красного Знамени и орденом «Знак Почёта».
Умер 14 ноября 2020 года в Черкассах. Похоронен на кладбище №7.